# Hrabstwo Gilmer (Wirginia Zachodnia)
Hrabstwo Gilmer (ang. Gilmer County) – hrabstwo w stanie Wirginia Zachodnia w Stanach Zjednoczonych. Obszar całkowity hrabstwa obejmuje powierzchnię 340,07 mil² (880,78 km²). Według szacunków United States Census Bureau w roku 2010 miało 8693 mieszkańców.
Hrabstwo powstało w 1845 roku. 

## Miasta

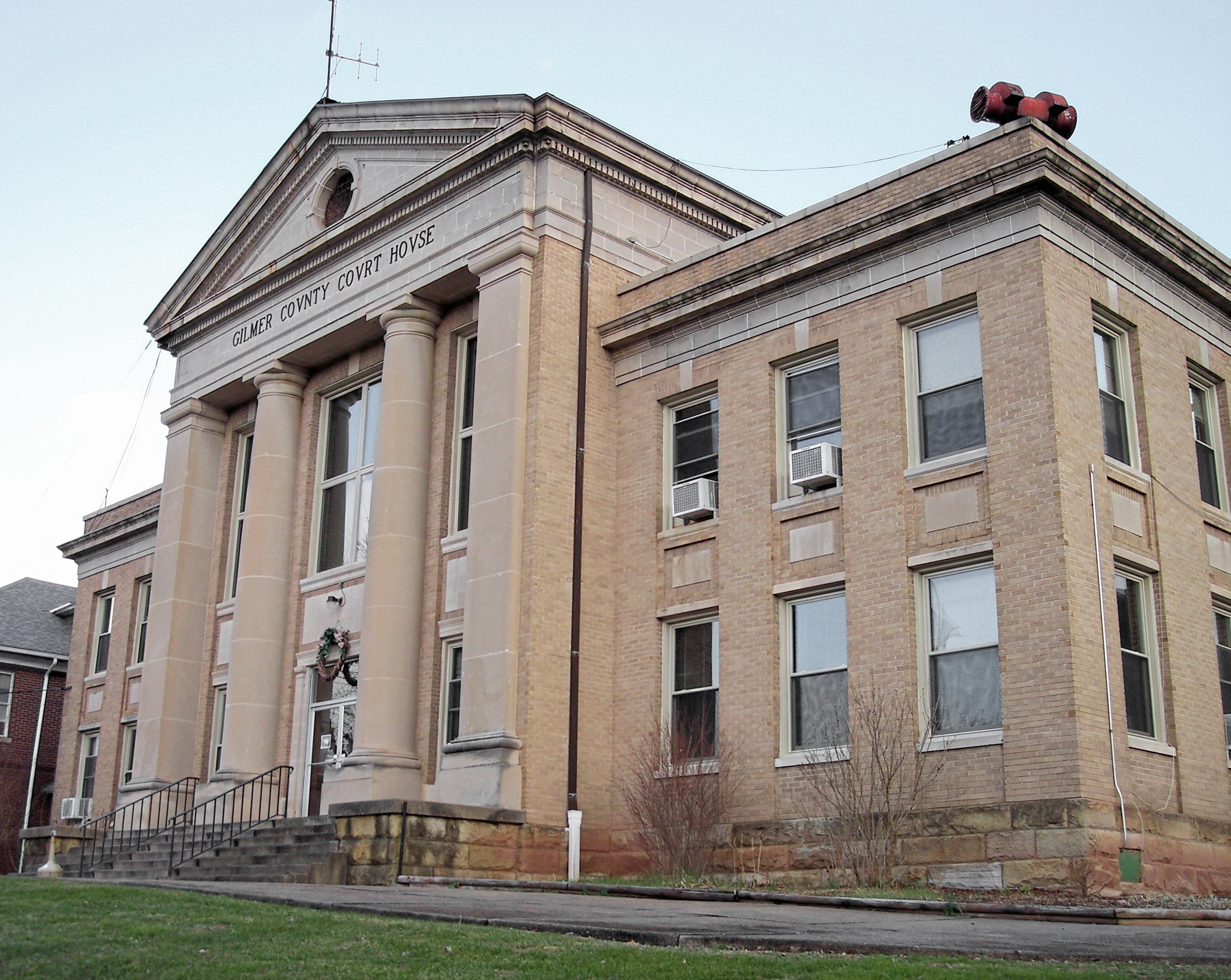
Budynek administracji (courthouse) w Glenville

- Glenville
- Sand Fork[4]

| Populacja hrabstwa w poprzednich latach | Populacja hrabstwa w poprzednich latach |
| Rok                                     | Liczba ludności                         |
| --------------------------------------- | --------------------------------------- |
| 1980                                    | 8321                                    |
| 1990                                    | 7669                                    |
| 2000                                    | 7160                                    |
| 2010                                    | 8693                                    |